# Grytingen
För andra betydelser, se Grytingen (olika betydelser).
Grytingen är en sjö i Kristinehamns kommun och Storfors kommun i Värmland och ingår i Göta älvs huvudavrinningsområde. Sjön är 15,6 meter djup, har en yta på 2,24 kvadratkilometer och är belägen 135,1 meter över havet. Sjön avvattnas av vattendraget Lundsbergsälven. Vid provfiske har abborre, gädda, gärs och mört fångats i sjön.

## Delavrinningsområde
Grytingen ingår i det delavrinningsområde (659402-140546) som SMHI kallar för Utloppet av Grytingen. Medelhöjden är 149 meter över havet och ytan är 14,56 kvadratkilometer. Det finns inga avrinningsområden uppströms utan avrinningsområdet är högsta punkten. Lundsbergsälven som avvattnar avrinningsområdet har biflödesordning 4, vilket innebär att vattnet flödar genom totalt 4 vattendrag innan det når havet efter 335 kilometer. Avrinningsområdet består mestadels av skog (70 procent). Avrinningsområdet har 2,94 kvadratkilometer vattenytor vilket ger det en sjöprocent på 20,1 procent.